# Lac d'Erdemolo
Le lac d'Erdemolo (lago d'Erdemolo en italien, Hardimblsea en mochène) est un lac alpin du Lagorai, situé à 2 006 mètres d'altitude.

## Géographie

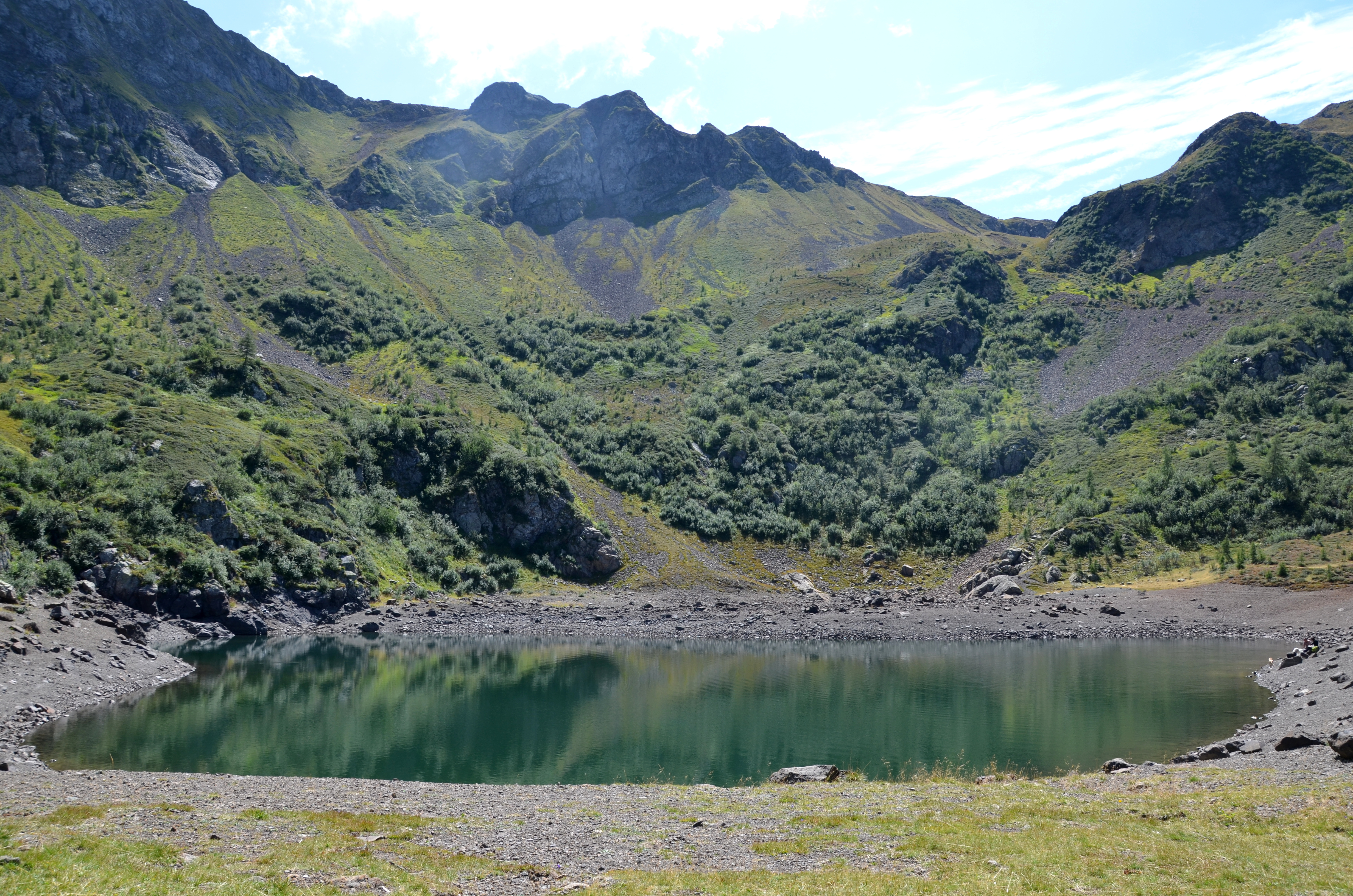
Lac d'Erdemolo - août 2017

Ce petit lac, entièrement situé sur le territoire municipal de Palù del Fersina, est situé dans la Valcava, une petite vallée de haute altitude, qui fait partie du val dei Mocheni. 
Du fait de sa position géographique, il a la particularité d’accueillir une accumulation de neige sur sa rive sud, qui résiste généralement à la chaleur estivale. Cette accumulation de neige, dont la taille varie en fonction de la saison, parvient parfois à fondre complètement à la fin de l’été, notamment après un hiver peu neigeux. 
Du lac d'Erdemolo, nait le torrent Fersina (l'unique émissaire du lac), qui, après avoir franchi la pente escarpée de Valcava (enclavée entre le Monte Stocher et le Monte Hoamonder), atteint Palù del Fersina et continue dans la valle dei Mocheni jusqu'à Pergine Valsugana. Le dernier itinéraire du ruisseau va de Pergine à Trente, où il se jette dans le fleuve Adige. Le refuge Erdemolo se trouve à proximité de l'une des rives du lac.

## Accès
Il existe différentes voies d'accès au lac,.